# Harald Østberg Amundsen
Harald Østberg Amundsen (18 de septiembre de 1998) es un deportista noruego que compite en esquí de fondo. Ganó cinco medallas en el Campeonato Mundial de Esquí Nórdico entre los años 2021 y 2025.

## Palmarés internacional
| Campeonato Mundial | Campeonato Mundial    | Campeonato Mundial | Campeonato Mundial |
| Año                | Lugar                 | Medalla            | Prueba             |
| ------------------ | --------------------- | ------------------ | ------------------ |
| 2021               | Oberstdorf (Alemania) | Medalla de bronce  | 15 km              |
| 2023               | Planica (Eslovenia)   | Medalla de plata   | 15 km              |
| 2025               | Trondheim (Noruega)   | Medalla de oro     | Relevo 4 × 7,5 km  |
| 2025               | Trondheim (Noruega)   | Medalla de bronce  | 10 km              |
| 2025               | Trondheim (Noruega)   | Medalla de bronce  | 20 km              |